# Belgische Traditionsnamen für militärische Einrichtungen in Deutschland

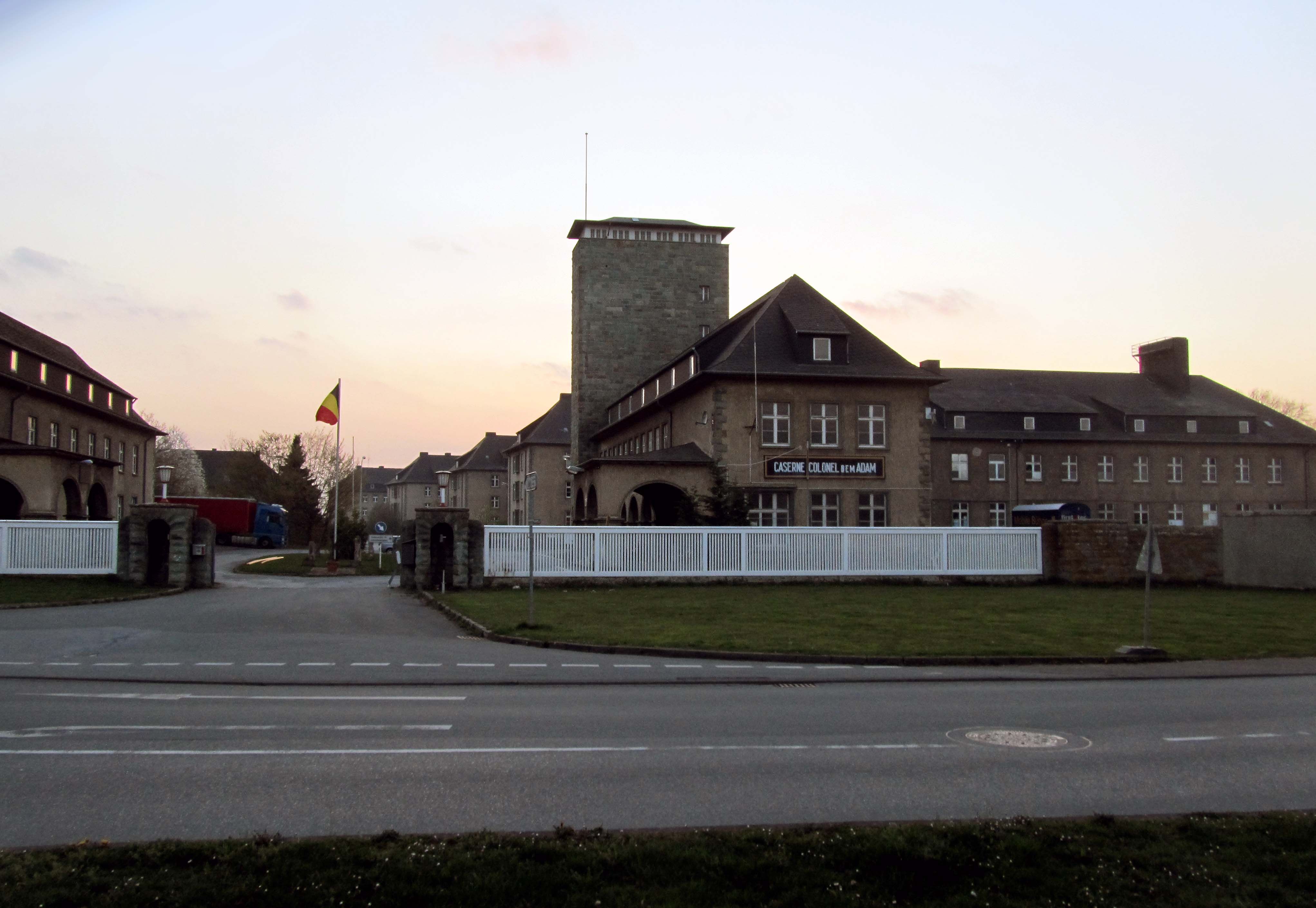
Caserne Colonel BEM Adam in Soest

 Belgische Traditionsnamen für militärische Einrichtungen in Deutschland beschreibt die in der Zeit der Besatzung Deutschlands sowie während des Kalten Krieges von den Belgischen Streitkräften vergebenen Namen für die von ihnen beschlagnahmten militärischen Liegenschaften, die in aller Regel zuvor von der deutschen Wehrmacht genutzt und zumeist auch erbaut worden waren. In einigen Fällen, so in Troisdorf und Eschweiler, wurden Kasernen in den fünfziger Jahren neu errichtet.
Von den insgesamt 65 militärischen Liegenschaften mit einem Traditionsnamen entfielen 38 auf Namensgeber aus der Zeit des Ersten Weltkriegs, 17 militärische Einrichtungen hatten Namensgeber aus der Zeit des Zweiten Weltkriegs. Mit dieser Traditionspflege unterschieden sich die belgischen Streitkräfte von den Vereinigten Staaten, Großbritannien und Frankreich. Bei den USA trugen mehr als die Hälfte der Liegenschaften Namen aus der Zeit des Zweiten Weltkriegs, die Briten unterstrichen ihre Heimatliebe mit geographischen Namen von Grafschaften und Städten des Vereinigten Königreichs, die fast die Hälfte aller Namen ausmachten und Frankreich schließlich benannte zwei Drittel seiner Kasernen nach Personen aus der französischen Geschichte, insbesondere Marschälle und Generale.
Lediglich 26 Liegenschaften der Belgischen Streitkräfte in Deutschland waren nach Personen benannt, vier davon Frauen. In der Gruppe der Namen des Ersten Weltkriegs (38) fällt der hohe Anteil von Benennungen nach Schlachtfeldern oder umkämpften Orten (31) auf, nur sieben Personennamen, davon zwei Frauen, wurden vergeben.

## Belgisches Königshaus (1)
| Militärische Liegenschaft                        | Garnison   | Bemerkungen                                                                        |
| ------------------------------------------------ | ---------- | ---------------------------------------------------------------------------------- |
| Quartier Reine Astrid / Kwartier Koningin Astrid | Eschweiler | Königin Astrid, Prinzessin von Schweden (1905–1935), Gattin von König Leopold III. |

## Erster Weltkrieg (38)
| Militärische Liegenschaft                                           | Garnison       | Bemerkungen |
| ------------------------------------------------------------------- | -------------- | --- |
| Caserne Colonel Bremer                                              | Siegen         | Lieutenant Colonel Réné Bremer (1871–1918), 9e régiment de ligne, am 14. Oktober 1918 gefallen. In Schaerbeek gibt es eine Place Colonel Bremer und es steht dort ein Denkmal. |
| Caserne Edith Cavell                                                | Düren          | Edith Cavell (1865–1915), englische Krankenschwester, die von einem deutschen Militärtribunal zum Tode verurteilt und am 12. Oktober 1915 in Schaerbeek hingerichtet worden war, weil sie die Flucht hunderter alliierter Kriegsgefangener ermöglicht hatte. |
| Claes Kazerne                                                       | Korbach        | Capitaine Paul-Eugène Claes (1892–1917), 2e Régiment d’Artillerie lourde, der am 13. November 1917 bei Adinkerke gefallen war. |
| Caserne Lieutenant Général Leman / Luitenant Generaal Leman Kazerne | Köln-Longerich | Lieutenant Général baron Gérard Leman (1851–1920). Als Kommandant der Festung Lüttich zeichnete er sich bei der Schlacht von Lüttich vom 5. bis 16. August 1914 durch große Tapferkeit aus. Er geriet in deutsche Kriegsgefangenschaft und wurde 1917 nach Belgien entlassen. Er erhielt das Adelsprädikat „de Loncin“ (→ Caserne Loncin, Euskirchen). |
| Caserne/Camp Gabrielle Petit                                        | Aachen         | Gabrielle Petit (1893 – 1916), Krankenschwester und Spionin für die Alliierten, am 1. April 1916 in Schaerbeek hingerichtet. |
| Caserne Witte-de-Haelen Kazerne                                     | Köln-Weiden    | Lieutenant Général Léon de Witte (1857–1933). Im Ersten Weltkrieg war er der Sieger der „Bataille des casques d’argent“, einer Kavallerieschlacht gegen die deutsche Armee bei Halen in der Provinz Limburg am 12. August 1914, Generalinspekteur der Kavallerie 1915–1919. Er erhielt das Adelsprädikat „de Haelen“ für den Sieg. |
| Burkel Kazerne                                                      | Bensberg       | Gefecht bei Burkel in der Provinz Limburg. Es war der letzte Angriff der belgischen Kavallerie zur Wiedereroberung des nationalen Territoriums im Oktober 1918. Kolonel Victor van Strijdonck (1876–1961), Kommandeur des 1er Régiment des Guides, erhielt das Adelsprädikat „de Burkel“ und das Regiment die Ehreninschrift „Burkel“ auf der Truppenfahne. 1940 wurde Luitenant Generaal van Strijdonck Oberbefehlshaber der belgischen Landstreitkräfte in Großbritannien und Militärattaché in London, 1944 Vertreter Belgiens beim Alliierten Hauptquartier SHAEF, nach dem Krieg schlug er eine zivile Laufbahn ein. |
| Caserne Cortemarck / Kortemark Kazerne                              | Büren          | Gefechte bei Kortemark in der Provinz Westflandern während des Ersten Weltkrieges, für die das 10e régiment de ligne, aus dem die Ardennenjäger hervorgegangen sind, eine Ehreninschrift auf der Truppenfahne erhalten hatte. |
| Caserne Dixmude / Diksmuide Kazerne                                 | Bensberg       | Stadt Diksmuide in Westflandern, die im Zentrum der verlustreichen Yser-Front 1914 lag und während des Ersten Weltkrieges völlig zerstört worden war. |
| De Gete Kazerne / Caserne La Gette                                  | Kassel         | Gete, Fluss in der Provinz Limburg, der über die Demer, Dijle und Rupel zur Schelde entwässert. Im Ersten Weltkrieg befand sich an der Gete die linke Flanke der belgischen Armee. |
| Handzaeme Kazerne / Caserne Handzame                                | Düren          | Handzame, ein Ortsteil von Kortemark in Westflandern, ein Brennpunkt der Kämpfe während des Ersten Weltkrieges. Die Truppenfahne des 1er régiment de Lanciers wies die Inschrift „Handzaeme“ auf. |
| Caserne Houthulst Kazerne                                           | Unna           | Houthulst, Gemeinde und Wald bei Diksmuide in Westflandern, über dem Lieutenant Willy Coppens (1892–1986), belgisches Flieger-As des Ersten Weltkrieges, einige seiner 37 Luftsiege errungen hatte und von König Albert I. zum chevalier Coppens de Houthulst ernannt worden war. |
| Caserne Houthulst Kazerne                                           | Werl           | |
| Ieper Kazerne / Caserne Ypres                                       | Rheinbach      | Stadt Ypern in Westflandern, die wegen der totalen Zerstörung im Ersten Weltkrieg zum Symbol der Sinnlosigkeit des Krieges geworden ist. Die täglich wiederkehrende Zeremonie des „Last Post“ erinnert bis heute an die 250.000 Toten der Truppen des Britischen Commonwealth. |
| IJzer Kazerne / Caserne Yser                                        | Lüdenscheid    | Am Fluss Yser in Westflandern stand die Front des Ersten Weltkrieges, deren Kämpfe äußerst verlustreich waren und in deren Zentrum die Stadt Diksmuide lag. |
| Caserne Klerken Kazerne                                             | Köln-Ossendorf | Klerken war mit Diksmuide und Steenstrate ein Brennpunkt an der Yser-Front des Ersten Weltkrieges in Westflandern, die äußerst verlustreich war. |
| Knesselare Kazerne / Caserne Knesselaere                            | Köln-Longerich | Knesselare, Gemeinde in der Provinz Ostflandern, bei der es am 8. September 1914 zu Kämpfen kam. |
| Laarne Kazerne / Caserne Laerne                                     | Werl           | Laarne, Gemeinde in Ostflandern, die zum Kampfgebiet der Schlacht an der Lys im Ersten Weltkrieg gehört. |
| De Leie Kazerne / Caserne la Lys                                    | Lüdenscheid    | Am Fluss Lys fanden im Ersten Weltkrieg Gefechte vom 4. bis 29. April 1918 statt, die auch als Vierte Flandernschlacht bekannt sind, bei der die belgischen Truppen allen deutschen Angriffen standhielten. Im Zweiten Weltkrieg dauerte die Schlacht an der Lys vom 23. bis 28. Mai 1940 während des 18-Tage Feldzuges. Der Versuch die deutschen Truppen an der Lys, einem Nebenfluss der Schelde in Ostflandern, aufzuhalten, scheiterte und führte zur Kapitulation Belgiens am 28. Mai 1940. |
| Caserne Lieutenant Général Leman / Luitenant Generaal Leman Kazerne | Köln-Longerich | Lieutenant Général baron Gérard Leman (1851–1920). Als Kommandant der Festung Lüttich zeichnete er sich bei der Schlacht von Lüttich vom 5. bis 16. August 1914 durch große Tapferkeit aus. Er geriet in deutsche Kriegsgefangenschaft und wurde 1917 nach Belgien entlassen. Er erhielt das Adelsprädikat „de Loncin“ (→ Caserne Loncin, Euskirchen). |
| Lombardsijde Kazerne                                                | Bonn           | Lombardsijde, Gemeinde in Westflandern, die Teil der Yser-Front im Ersten Weltkrieg war. In Lombardsijde befindet sich ein kleines militärisches Übungsgelände mit Artillerieschießplatz. |
| Caserne Loncin                                                      | Euskirchen     | Fort Loncin des Festungsrings um Lüttich, das sich heldenhaft dem deutschen Angriff widersetzte und erst nach der völligen Zerstörung am 15. August 1914 kapitulierte. Lieutenant Général baron Gérard Leman (1851–1920) erhielt für seine Tapferkeit das Adelsprädikat „de Loncin“ (→ Caserne Lieutenant Géneral Leman, Köln-Longerich). |
| Caserne Moorslede Kazerne                                           | Köln-Dellbrück | Moorslede, Gemeinde in Westflandern, die Teil der Yser-Front im Ersten Weltkrieg war. |
| Caserne Namur / Namen Kazerne                                       | Aachen         | Namur, Stadt und Festung, die stets auf den Invasionswegen aus Deutschland lag. |
| Caserne Namur / Namen Kazerne                                       | Soest          | |
| Caserne Nieuport / Nieuwpoort Kazerne                               | Köln-Westhoven | Nieuwpoort in Westflandern war im Ersten Weltkrieg heftig umkämpft. Das in Westhoven stationierte Bataillon hatte an der Verteidigung des Ortes teilgenommen. |
| Noordvaart Kazerne                                                  | Kassel         | Noordvaart, deren Schleusen zur Überflutung des Landes an der Yser im Ersten Weltkrieg geöffnet worden waren. |
| Caserne Passendale / Passchendaele Kazerne                          | Köln-Westhoven | Passendale in Westflandern war im Ersten Weltkrieg heftig umkämpft. Das in Westhoven stationierte Bataillon hatte an der Verteidigung des Ortes teilgenommen. |
| Caserne Reigersvliet Kazerne                                        | Arnsberg       | Der Polderkanal Reigersvliet war Ort schwerer Kämpfe zwischen deutschen und belgischen Truppen im März 1918. |
| Caserne Ronsele Kazerne                                             | Aachen         | Ronsele, Dorf in Ostflandern, das im Ersten Weltkrieg schwer zerstört worden war. |
| Rumbeke Kazerne                                                     | Soest          | Rumbeke in Westflandern, Dorf und Schloss, die im Ersten Weltkrieg Kampfgebiet waren und im Zweiten Weltkrieg als Offizierunterkunft der Wehrmacht dienten. |
| Caserne Ste. Margaretha Hauthem                                     | Siegen         | Ste. Margaretha Hauthem, Ortsteil der Stadt Tienen in der Provinz Flämisch-Brabant, Schauplatz des „Combat de Ste. Margaretha Hauthem“/ „De Slag op de Zeven Zillen“ am 18. August 1914, unmittelbar nach der „Bataille des casques d’argent“/ „Slag der Zilveren Helmen“ am 12. August 1914. |
| Caserne Steenstraete / Steenstrate Kazerne                          | Aachen         | Steenstrate war mit Diksmuide und Klerken ein Brennpunkt an der Yser-Front des Ersten Weltkrieges in Westflandern, die äußerst verlustreich war. Bei Steenstrate setzte die deutsche Armee im April 1915 zum ersten Mal Giftgas ein. |
| Caserne Steenstraete / Steenstrate Kazerne                          | Soest          | |
| Caserne Tabora Kazerne                                              | Aachen         | Stadt Tabora in Deutsch-Ostafrika, die am 19. September 1916 nach heftigen Kämpfen von belgischen Truppen unter Général Charles Tombeur erobert worden war, dem hierfür das Adelsprädikat „de Tabora“ verliehen worden war. |
| Caserne Tervaete Kazerne                                            | Erwitte        | Tervaete in Westflandern, Schauplatz schwerer Gefechte vom 22. bis 31. Oktober 1914. Am 22. Oktober hatten die Deutschen die Yser überschritten und trotz des Widerstandes der belgische Grenadiere Tervaete erobert. Am 30. Oktober konnten Belgische Truppen, unterstützt durch die 42. Französische Division, den Fluss Yser und auch Tervaete erneut besetzen. |
| Vlaanderen Kamp / Camp Flandres                                     | Spich          | Flandern, Region die im Ersten und Zweiten Weltkrieg (1914, 1918, 1940) umkämpft war. |
| Zeebrugge Kazerne                                                   | Eschweiler     | Zeebrugge, belgischer Hafen an der Nordsee, bei der die Royal Navy am 23. April 1918 die deutsche U-Boot Basis im Hafen von Zeebrugge zerstörte. |

## Zweiter Weltkrieg (17)
| Militärische Liegenschaft                           | Garnison          | Bemerkungen |
| --------------------------------------------------- | ----------------- | --- |
| Caserne Colonel BEM Adam / Kazerne Kolonel SBH Adam | Soest             | Colonel breveté d’Etat-major (Kolonel stafbrevethouder) Armand Adam, ranghöchster belgischer Kriegsgefangener, 1943 von der Gestapo in Lüttich erschossen. |
| Caserne Sous-Lieutenant Antoine                     | Arolsen           | Namensgeberin war die Caserne Sous-Lieutenant Antoine in Eupen, von 1929 bis 1940 Standort des 2. und des 4. Regiments der Carabinieres Cyclistes und seit 1947 der IRMEP (Institut Royal Militaire d’Education Physique). |
| Camp Général Bastin                                 | Düren             | Das Camp militaire Général Bastin in Stockem bei Arlon, seit 1951 Standort der Ecole de l’Infanterie und Ecole des blindés, war Namensgeberin der Kaserne in Düren. Général Jules-Auguste-Ghislain Bastin (1889–1944) war 1940 in Kriegsgefangenschaft geraten und wurde für seine mehrfachen Fluchtversuche berühmt. Der zehnte Versuch gelang und Bastin schloss sich der französischen Résistance an. Am 24. November 1943 wurde er von der Gestapo in Lüttich gefasst und in das KZ Groß-Rosen deportiert, wo er am 1. Dezember 1944 verstarb; posthum wurde er 1946 zum Général-major befördert. In Woluwe-St-Lambert gibt es eine avenue Général Bastin. |
| Camp Bodart                                         | Düren             | Lieutenant Colonel Aviateur Yves Bodart (1924–1962) war im Zweiten Weltkrieg über Spanien, wo er zunächst interniert worden war, nach England gelangt und hatte sich der Royal Air Force angeschlossen, 1946 gehörte er dem 1er Wing in Beauvechain an, am 26. Juli 1962 stürzte er mit einer Avro Canada CF-100 bei Calvi in Korsika bei einem Übungsflug ab. |
| Caserne Adjudant Brasseur                           | Köln-Westhoven    | Adjudant Brasseur war beim Sprengen einer Brücke über den Albert-Kanal am 10. November 1940 gefallen. |
| Caserne Bricart                                     | Siegen            | Capitaine Bricart war an der Spitze der 5./1er régiment de Chasseurs ardennais am 10. Mai 1940 bei dem Versuch den deutschen Vormarsch bei Bodange an der Grenze zum Großherzogtum Luxemburg aufzuhalten, gefallen. |
| Caserne Commandant Claser Kazerne                   | Lüdenscheid       | Kapitein-Commandant Claser gründete die Belgische Legion im Zweiten Weltkrieg, die sich aus entflohenen Kriegsgefangenen rekrutierte. Die Legion wurde zur Keimzelle der Armée secrète, die den Widerstand gegen die deutsche Besatzung organisierte |
| Caserne Deschepper Kazerne                          | Spich             | Colonel BEM Robert Deschepper (1885–1940), Kommandeur des 1er régiment de Chasseurs ardennais, war am 12. Mai 1940 in Suarlée bei Namur gefallen. Das 1er bataillon de Chasseurs ardennais war viele Jahre in Spich stationiert. |
| Quartier Jonet                                      | Essentho          | Capitaine Jean-Marie Jonet (1920–1952), 1940 in der Ausbildung zum Piloten, in Cherbourg in deutsche Kriegsgefangenschaft geraten und geflohen, erneut gefangengenommen und schließlich nach England gelangt, hatte er sich der Brigade Libération angeschlossen, war am 8. Juli 1952 als Angehöriger des belgischen Bataillons in Korea gefallen. |
| Camp Major Legrand Kampe                            | Altenrath         | Major Louis Henri Legrand, DSO (1902–1944), bei der Schlacht an der Lys (1940) in deutsche Kriegsgefangenschaft geraten, entwichen und nach England geflohen. Er schloss sich der britischen Armee an und diente bei den 10th Royal Hussars bei El Alamein und der Invasion in die Normandie, gefallen am 26. Juni 1944 bei Caen. Vor dem Krieg gehörte Legrand dem 17e Régiment d’Artillerie an, das als 17e Régiment d’Artillerie blindé von 1951 bis 1992 in Altenrath stationiert gewesen war. |
| Caserne Sous-Lieutenant Pirotte / Camp Pirotte      | Aachen            | Julia Pirotte (1907–2000), belgische Fotografin und im Zweiten Weltkrieg Mitglied der Résistance in Marseille unter dem Tarnnamen „Sous-Lieutenant Pirotte“. |
| Caserne Ardennes                                    | Hemer             | Die Ardennen waren im Zweiten Weltkrieg zwei Mal (1940, 1944) ein schwer umkämpftes Gebirge, die Herkunft der beiden Bataillone der Ardennenjäger, die 1946–1950 in Hemer stationiert waren. |
| Kanaal van Wessem Kazerne / Caserne Canal de Wessem | Soest             | Der Kanal von Wessem war Kriegsschauplatz (25. September 1944) in der niederländischen Provinz Limburg, der zum Albert-Kanal führt. Die Truppenfahne der 1re Brigade Libération unter Général Jean-Baptiste Piron wies die Inschriften „Normandie“ und „Canal de Wessem“ auf. |
| Caserne Normandie                                   | Siegen            | Die französische Provinz Normandie war 1944 Schauplatz der Invasion der Alliierten. Die Truppenfahne des 1er Bataillon Libération unter Général Piron wies die Inschriften „Normandie“ und „Canal de Wessem“ auf. |
| Caserne Pepinster                                   | Siegen            | Stadt Pepinster mit dem Fort Tancremont des Festungsrings um Lüttich, das sich im Zweiten Weltkrieg dem deutschen Angriff widersetzte und als letztes belgisches Fort am 29. Mai 1940 kapitulierte. |
| Caserne Selzaete / Zelzate Kazerne                  | Euskirchen        | Zelzate, Gemeinde in Ostflandern. Bei dem Gefecht im Mai 1940 zeichnete sich das 2e Régiment des Guides und das 18e Régiment d’Artillerie blindé besonders aus. |
| Camp de Vinckt / Vinkt Kamp                         | Siegburg          | Vinkt bei Deinze, Gemeinde in Ostflandern. Während der Gefechte vom 25. bis 27. Mai 1940 während des 18-Tage Feldzuges zeichneten sich die Ardennenjäger besonders aus. Dieser Truppenteil war viele Jahre in Spich stationiert gewesen. |
| Walcheren Kazerne                                   | Bergisch Gladbach | Die niederländische Insel Walcheren war am 3. Oktober 1944 von den Alliierten bombardiert worden, um den deutschen Sperrgürtel vor dem Hafen Antwerpen zu sprengen. Bei der Befreiung der Insel waren auch belgische Kommandotruppen beteiligt. |

## Koreakrieg (2)
| Militärische Liegenschaft                              | Garnison | Bemerkungen |
| ------------------------------------------------------ | -------- | --- |
| Caserne / Camp Capitaine Loquet                        | Neheim   | Capitaine Loquet war als Angehöriger des belgischen Bataillons im Koreakrieg gefallen.                                    |
| Caserne Lieutenant Coppens / Luitenant Coppens Kazerne | Spich    | Lieutenant J. Coppens, Artillerie, war am 26. September 1952 als Angehöriger des belgischen Bataillons in Korea gefallen. |

## Sonstige (7)
| Militärische Liegenschaft                 | Garnison         | Bemerkungen |
| ----------------------------------------- | ---------------- | --- |
| Club Astoria                              | Köln-Müngersdorf | Der Club Astoria war der gesellschaftliche Mittelpunkt der belgischen Garnison Köln und bestand von 1948 bis 2003. Die weiträumige Anlage wurde 1945 von kanadischen Soldaten angelegt und nach Johann Jakob Astor (1763 - 1848) benannt, der durch Pelzhandel an der nordamerikanischen Westküste zu sagenhaftem Reichtum gekommen war. Das Waldorf-Astoria Hotel in New York City führt seinen Namen und seinen Herkunftsort Walldorf in Nordbaden. |
| Luitenant Doyen Kazerne / Camp Doyen Kamp | Soest            | |
| Caserne Colonel Gilbert                   | Siegen           | |
| Caserne Holm Kazerne                      | Köln-Niehl       | |
| Camp Lieutenant Holm                      | Unna             | |
| Wachtmeester Maenhout Kazerne             | Brakel           | |
| Camp Sous-Lieutenant Schmitz Kamp         | Köln-Weiden      | |